# Nephrotoxin
Unter Nephrotoxinen (oder körpereigenen Nierengiften) versteht man körpereigene giftige Substanzen (Toxine), die speziell die Zellen der Niere (griechisch Nephros) schädigen. Man spricht von der Nephrotoxizität solcher Agentien.

## Definition
Viele der nephrotoxischen oder toxirenalen Stoffe zählen jedoch nicht zu den Nephrotoxinen. Insofern ist eine Verwechslung mit der englischen nephrotoxicity zu vermeiden; im Englischen wird nicht zwischen Nephrotoxinen und anderen Nierengiften unterschieden.
Auch Hans Joachim Sarre zählt die körperfremden Nierengifte (irrtümlich?) zu den Nephrotoxinen. So erwähnt er organische Lösungsmittel, Quecksilbersalze, Glykole, Sulfonamide sowie tierische und pflanzliche Gifte.

## Erklärung
Ein Toxin (von altgriechisch τοξικόν toxikón, deutsch ‚Gift‘) ist ein Gift, das von einem Lebewesen (natürlich) synthetisiert wird. Alle unnatürlichen Gifte zählen also nicht zu den Toxinen. Die beim Menschen wirksamen Gifte werden in Toxine und andere Gifte eingeteilt. Der Oberbegriff für medizinisch wirksame Giftstoffe lautet Toxikum. Das Adjektiv toxirenal bedeutet durch Nierengifte entstehend. Unter einer Toxikose versteht man die Vergiftung nur durch Stoffwechselprodukte (oder Stoffwechsel-Zwischenprodukte) des eigenen Körpers. Ein Toxon ist ein Bestandteil des Diphtheriegiftes, der Lähmungen und auch Nierenschäden verursacht.
Die Nephrotoxizität oder Nierengiftigkeit der einzelnen Giftstoffe hängt von ihrer Konzentration im Gewebe ab. Hinsichtlich der Dosierung möglicherweise nephrotoxischer Medikamente siehe im Internet zum Beispiel unter www.dosing.de. Unter der Nephrotoxis versteht man die Schädigung aller Tubuli in ihren proximalen Abschnitten infolge einer Vergiftung der Epithelien zum Beispiel durch Sublimat.

## Einteilung der Nierengifte
Zu den Nierengiften zählen Mykotoxine, Schwermetalle, Chromate, Arsen, Antimon, organische Lösungsmittel, einige Antibiotika, Steroide, Phenylbutazon und einige Kontrastmittel. Vor allem Phenacetin und Paracetamol können (besonders in kombinierter langjähriger Einnahme) eine sogenannte Analgetikanephropathie verursachen. Insgesamt gelten die nichtsteroidalen Antirheumatika (heute vor allem Diclofenac) als nierentoxisch.
Als Nephrotoxine werden aber auch bakterielle oder nicht-bakterielle Antigene bezeichnet, die zur Bildung von Antikörpern beziehungsweise Immunkomplexen führen, die ihrerseits eine Glomerulonephritis auslösen und so die Nieren schädigen können.
Die endogenen und exogenen Nierengifte können wie folgt eingeteilt werden:
- Nephrotoxine sind nierenschädliche organische Verbindungen, die im Stoffwechsel (Metabolismus) des Patienten entstehen.
- Urämietoxine sind körpereigene Verbindungen, die eine Niereninsuffizienz mit oder ohne Nierenschädigung verursachen können.
- Einige Antigene verursachen nierenschädliche Antigen-Antikörper-Reaktionen oder Immunkomplexbildungen.
- Bei der Nierenamyloidose können sich Amyolide in den Nieren ablagern.
- Nichtsteroidale Antiphlogistika und einige Schmerzmittel verursachen die Analgetikanephropathie.
- Zahlreiche andere Medikamente können ebenfalls das Nierengewebe (histologisch nachweisbar) schädigen.
- Erwähnt wird die Möglichkeit, dass Kontrastmittel ein kontrastmittelinduziertes Nierenversagen hervorrufen können.
- Außerdem gibt es noch viele andere Nierengifte mit renotoxischer Wirkung.
- Das hämolytisch-urämische Syndrom wird meistens durch ein Shiga-Toxin oder ein Vero-Toxin verursacht.

## Pathogenese
Definitionsgemäß verursachen die Nephrotoxine eine Nierenkrankheit (Nierenschädigung, Nephropathie). Nicht jede Niereninsuffizienz beruht auf einer Nierenkrankheit. Die Urämietoxine verursachen dagegen eine Niereninsuffizienz, aber nicht notwendig auch eine Nierenkrankheit. Die extrarenalen Nierensyndrome nach Wilhelm Nonnenbruch beschreiben die Niereninsuffizienz ohne Nierenkrankheit. Das sind zum Beispiel das Kardiorenalsyndrom oder das Hepatorenalsyndrom. 